# Wakusei Robo Danguard Ace
Planet Robo Danguard Ace (яп. 惑星ロボ ダンガードA(エース) Вакусэй Робо Дангадо Эсу) — японский аниме-сериал в жанре меха и научной фантастики, созданный студией Toei Animation, авторы сценария аниме — Лэйдзи Мацумото (это его единственная работа в жанре меха) и Дан Кобаяси. Сериал транслировался по телеканалу Fuji TV с 6 марта 1977 года по 26 марта 1978 года. Всего выпущено 56 серий аниме.

## Сюжет
Действие происходит в далёком будущем. Природные ресурсы Земли полностью истощены. Для того чтобы выжить, люди обратили внимание на соседние планеты, в частности, на 10 вымышленную планету Солнечной системы — Промете. Однако планету захватывает Мистер Допплер и объявляет себя новым правителем Промете. Благодаря огромным ресурсам планеты, он строит военные силы, которые превосходят земные. Новый правитель запрещает любому приближаться к планете, веря в то, что только он имеет право делать это. Чтобы вернуть контроль над Промете, правительство Земли начало создавать армию гигантских боевых роботов. Однако Допплер атаковал базу с роботами и уничтожил их всех, кроме робота «Дангвард Эйс», которого позже начинает пилотировать Такума Итимори, сын исследователя, который когда-то вместе с экспедицией исследовал Промете. Такума надеется, что сможет восстановить честь отца, ведя борьбу с Допплером.

## Роли озвучивали
- Акира Камия — Такума Итимондзи
- Хидэкацу Сибата — Дантэцу Итимондзи
- Косэй Томита — Доктор Оэдо
- Дзёдзи Янами — Доктор Садо
- Хироси Отакэ — Банта Арай
- Тосио Фурукава — Хидэто Обоси
- Рихоко Ёсида — Лиса Кирино
- Хироко Кикути — Миёко Арай
- Китон Ямада — Тони Харкен
- Бандзё Ямада — Допплер

## Влияние
Некоторые персонажи из аниме появлялись в аниме-сериале Space Battleship Yamato, однако с иной ролью, так например Такума Итимондзи похож на Судзуму Кодая, а доктор похож на доктора Сакэдзо из второго сериала.
Danguard Ace оказал большое влияние на популярный OVA сериал Ганбастер: Дотянись до неба, многие персонажи и сюжетные элементы были позаимствованы у Danguard Ace.